# Степано-Кринська сільська рада
| Степано-Кринська сільська рада — колишній орган місцевого самоврядування у Амвросіївському районі Донецької області з адміністративним центром у с Степано-Кринка. Сільській раді підпорядковані населені пункти: - с. Степано-Кринка - с. Покровка - с. Русько-Орлівка |

## Склад ради
Рада складається з 16 депутатів та голови.

## Керівний склад сільської ради
| ПІБ                             | Основні відомості                                                         | Дата обрання | Дата звільнення |
| ------------------------------- | ------------------------------------------------------------------------- | ------------ | --------------- |
| Власенко Костянтин Порфирійович | Сільський голова, 1956 року народження, освіта, член Партії регіонів      | 26.03.2006   | 31.10.2010      |
| Власенко Костянтин Порфирович   | Сільський голова, 1956 року народження, освіта вища, член Партії регіонів | 31.10.2010   |                 |

Примітка: таблиця складена за даними джерела